# Oktober 2024
Portal Geschichte | Portal Biografien | Aktuelle Ereignisse | Jahreskalender | Tagesartikel

◄ |
20. Jahrhundert |
21. Jahrhundert

◄ |
1990er |
2000er |
2010er |
2020er
| 2030er | 2040er

◄ |
2020 |
2021 |
2022 |
2023 |
2024
| 2025 | 2026 | 2027 | 2028 | ►

◄ |
Juli 2024 |
August 2024 |
September 2024 |
Oktober 2024 |
November 2024 |
Dezember 2024 |
Januar 2025 |
►
Dieser Artikel behandelt tagesbezogene Nachrichten und Ereignisse im Oktober 2024. Eine Artikelübersicht zu thematischen „Dauerbrennern“ und zu länger andauernden Veranstaltungen findet sich auf der Seite zu den laufenden Ereignissen.

## Tagesgeschehen

### Dienstag, 1. Oktober 2024
- Brüssel/Belgien: Als Nachfolger von Jens Stoltenberg hat Mark Rutte das Amt des NATO-Generalsekretärs übernommen.

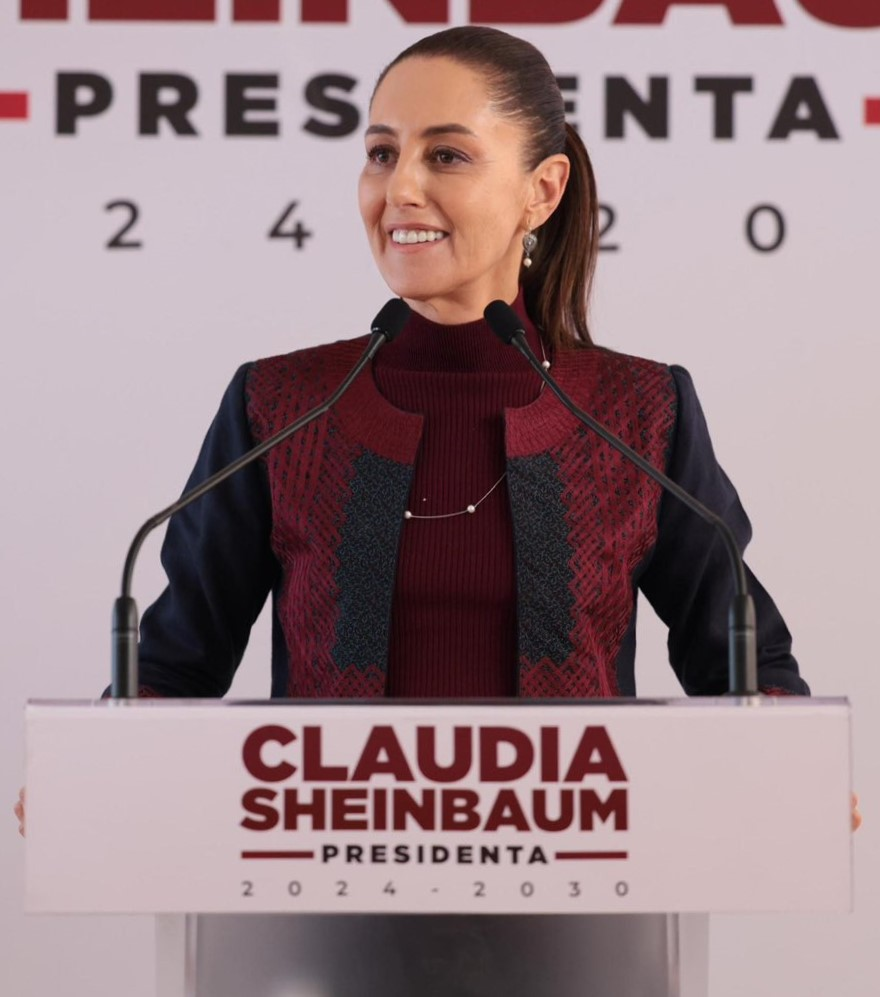
Claudia Sheinbaum, erste Präsidentin Mexikos

- Claudia Sheinbaum, erste Präsidentin Mexikos Mexiko-Stadt/Mexiko: Claudia Sheinbaum, die Gewinnerin der Präsidentschaftswahlen, wird zur ersten Präsidentin Mexikos vereidigt.

### Mittwoch, 2. Oktober 2024
- Sonnenfinsternis vom 2. Oktober
- Berlin/Deutschland: Das Bundeskabinett beschließt das Mobilitätsdatengesetz.[1]
- München/Deutschland: Verleihung der International Opera Awards 2024
- Schwerin/Deutschland: Beginn der Feierlichkeiten zum Tag der Deutschen Einheit am 3. Oktober (bis 4. Oktober)

### Donnerstag, 3. Oktober 2024

Flagge der Chagossianer

- Dubai und Schardscha/Vereinigte Arabische Emirate: Beginn des Cricket-ICC Women’s T20 World Cup 2024 (bis 20. Oktober)
- London/Vereinigtes Königreich: Die Souveränität über den Chagos-Archipel wird nach langen Verhandlungen zwischen dem Vereinigten Königreich, das den Archipel als Außengebiet verwaltet, und Mauritius, das Anspruch auf den Archipel erhebt und vom Internationalen Gerichtshof als Verwalter der Inseln in einem nicht-bindenden Gutachten gesehen wird, künftig an Mauritius übertragen. Allerdings soll Diego Garcia mit seinen Militärbasen für mindestens 99 Jahre weiter vom Vereinigten Königreich genutzt und verwaltet werden dürfen. Die ehemaligen Einwohner, die größtenteils nach Mauritius umgesiedelt worden sind, erhalten eine finanzielle Kompensation und eine Rückkehrmöglichkeit auf alle Inseln mit Ausnahme von Diego Garcia. Zudem wurde eine jährliche Zahlung an Mauritius vereinbart.[3][4][5]
- Neue Hauptstadt/Ägypten: In der New Capital Sports Hall findet das Handball-Endspiel der IHF Men’s Club World Championship statt.
- Wien/Österreich: Verleihung der Auszeichnung Sportler des Jahres
- Schlieben/Deutschland: Die Winterlinde über der Weinkelleranlage in Schlieben wird vom Kuratorium Nationalerbe-Baum der Deutschen Dendrologischen Gesellschaft (DDG) zum Nationalerbe-Baum ausgezeichnet.[6]

### Freitag, 4. Oktober 2024
- Barcelona/Spanien: Letztes Rennen im Finale des Louis Vuitton Cup 2024

### Sonntag, 6. Oktober 2024
- Kasachstan: Referendum über den Bau eines Kernkraftwerks[7]
- Tunesien: Präsidentschaftswahl[8]
- Vientiane/Laos: 44. Gipfeltreffen der ASEAN-Staaten (bis 11. Oktober)

### Montag, 7. Oktober 2024
- Stockholm/Schweden: Der Nobelpreis für Physiologie oder Medizin geht an die beiden US-Amerikaner Victor Ambros und Gary Ruvkun.

### Dienstag, 8. Oktober 2024
- Stockholm/Schweden: Der Nobelpreis für Physik geht an den US-Amerikaner John Hopfield und den Briten Geoffrey Hinton.
- Europäische Union/Weltweit: Copernicus vermeldet, dass der September 2024 der zweitwärmste September seit Aufzeichnungsbeginn war, sowohl global, als auch in Europa.

### Mittwoch, 9. Oktober 2024
- Stockholm/Schweden: Der Nobelpreis für Chemie wird an David Baker, Demis Hassabis und John M. Jumper vergeben.
- Mosambik: Präsidentschafts- und Parlamentswahl
- Florida: Hurrikan Milton betritt am Mittwoch Abend das Festland mit 190 km/h Windstärke. Mindestens 11 Menschen sterben, 2,4 Millionen Menschen sind durch Stromausfall betroffen.

### Donnerstag, 10. Oktober 2024
- Stockholm/Schweden: Der südkoreanischen Schriftstellerin Han Kang wird der Nobelpreis für Literatur zuerkannt.
- Berlin/Deutschland: Heike Heubach hält die erste Rede in Gebärdensprache im Deutschen Bundestag.

### Freitag, 11. Oktober 2024
- Stockholm/Schweden: Der japanischen Anti-Atomwaffen-Organisation Nihon Hidankyō wird der Friedensnobelpreis zugesprochen.

### Samstag, 12. Oktober 2024
- Barcelona/Spanien: Beginn des 37. America’s Cup (bis 20. Oktober)
- Buch/Deutschland: Das Kuratorium Nationalerbe-Baum der DDG zeichnet eine Stieleiche zum Nationalerbe-Baum aus.[9]

### Sonntag, 13. Oktober 2024
- Berlin/Deutschland: World Health Summit (bis 15. Oktober)
- Brownsville/Vereinigte Staaten: Beim fünften Testflug des Starship von SpaceX ist erstmals die Erststufe Super Heavy kontrolliert zum Startturm zurückgekehrt.
- Litauen: Parlamentswahl
- Vorarlberg/Österreich: Landtagswahl

### Montag, 14. Oktober 2024
- Stockholm/Schweden: Der Alfred-Nobel-Gedächtnispreis für Wirtschaftswissenschaften 2024 geht an Daron Acemoglu, Simon Johnson und James A. Robinson „für Studien darüber, wie Institutionen gebildet werden und den Wohlstand beeinflussen.“

### Dienstag, 15. Oktober 2024
- Linz/Österreich: Beginn der Tischtennis-Europameisterschaft (bis 20. Oktober)

### Mittwoch, 16. Oktober 2024
- Ballerup/Dänemark: Beginn der Bahnradsport-Weltmeisterschaften 2024 (bis 20. Oktober)
- Brüssel/Belgien: Erstes Gipfeltreffen zwischen den Staats- und Regierungschefs der Europäischen Union und des Golf-Kooperationsrats.[10]

### Donnerstag, 17. Oktober 2024
- Brüssel/Belgien: EU-Gipfel (Treffen des Europäischen Rats), bis 18. Oktober[11]
- Berlin/Deutschland: Der Bundestag beschließt die umstrittene Krankenhausreform der Ampelkoalition.[12]

### Freitag, 18. Oktober 2024
- Kuba: Landesweiter Stromausfall

### Samstag, 19. Oktober 2024
- Halle (Saale)/Deutschland: Ines Schwerdtner und Jan van Aken werden zu Vorsitzenden der Partei Die Linke gewählt.

### Sonntag, 20. Oktober 2024
- Republik Moldau: Präsidentschaftswahl und Referendum über die Mitgliedschaft Moldawiens in der Europäischen Union
- Kanton Aargau/Schweiz: Grossratswahl und Regierungsratswahl
- Kanton Basel-Stadt/Schweiz: Gesamterneuerungswahlen des Grossen Rates, des Regierungsrates und des Regierungspräsidiums
- Dubai/Vereinigte Arabische Emirate: Im Finale des Women’s T20 World Cup im Dubai International Cricket Stadium besiegt Neuseeland Südafrika mit 32 Runs und sichert sich damit den ersten Weltmeisterschaftstitel in diesem Cricket-Format.
- Ballerup/Dänemark: Letzter Tag der Bahnradsport-Weltmeisterschaft
- Linz/Österreich: Abschluss der Tischtennis-Europameisterschaft

### Montag, 21. Oktober 2024
- Washington/Vereinigte Staaten: Beginn der Herbsttagung von IWF und Weltbank (bis 26. Oktober)
- Cali/Kolumbien: Beginn der 16. Weltbiodiversitätskonferenz
- Hanoi/Vietnam: Lương Cường wird als Staatspräsident vereidigt[13]

### Dienstag, 22. Oktober 2024
- Kasan/Russland: Beginn des 16. Gipfeltreffens der BRICS-Staaten (bis 24. Oktober)[14]

### Mittwoch, 23. Oktober 2024
- London/Vereinigtes Königreich: Die Verteidigungsminister Großbritanniens und Deutschlands unterzeichnen die Trinity-House-Vereinbarung.

### Donnerstag, 24. Oktober 2024
- Wien/Österreich: Konstituierende Sitzung der XXVIII. Gesetzgebungsperiode des Nationalrats nach der Nationalratswahl in Österreich 2024.
- Nairobi/Kenia: Das Umweltprogramm der Vereinten Nationen (UNEP) veröffentlicht seinen jährlichen Emissions Gap Report. Es stellt darin fest, dass das Ziel der Begrenzung der weltweiten Erderwärmung auf 1,5 °C zwar immer noch erreichbar sei, aber nur mit einer sofort beginnenden, massiven weltweiten Anstrengung unter Führung der G20-Staaten zur Reduzierung der Treibhausgase. Werde das derzeitige Verhalten jedoch fortgesetzt, werde es zu einem katastrophalen Temperaturanstieg um bis zu 3,1 °C kommen. Die gegenwärtigen Reduzierungs-Zusagen bis 2030 seien nicht eingehalten worden. Und selbst wenn, würde dadurch der Temperaturanstieg  lediglich auf 2,6–2,8 °C begrenzt.[15]
- Aachen/Deutschland: Eine Edelkastanie wird vom Kuratorium Nationalerbe-Baum der DDG zum 43. Nationalerbe-Baum ausgezeichnet.[16]

### Samstag, 26. Oktober 2024
- Georgien: Parlamentswahl

### Sonntag, 27. Oktober 2024
- Bulgarien: Parlamentswahl
- Japan: Parlamentswahl
- Litauen: 2. Runde der Parlamentswahl
- Uruguay: Parlamentswahl, Präsidentschaftswahl und zwei Referenden[17]
- Usbekistan: Parlamentswahl
- Bremen/Deutschland: Letzter Tag der Hallenradsport-Weltmeisterschaften
- Dortmund/Deutschland: Im Endspiel der Darts-Europameisterschaft schlägt der Engländer Ritchie Edhouse den Niederländer Jermaine Wattimena.
- Vatikanstadt: Abschluss der Weltsynode

### Montag, 28. Oktober 2024
- Paris/Frankreich: Verleihung des Ballon d’Ors
- Bezirk Rohrbach/Österreich: Aufgrund eines Doppelmordes beginnt die intensive Fahndung nach einem als gefährlich eingestuften Verdächtigen. Die Bevölkerung im gesamten Bezirk wird gebeten zu Hause zu bleiben und vor allem Waldgebiete zu meiden. 50 gefährdete Personen werden unter Polizeischutz gestellt und die Bezirkshauptmannschaft verhängt „eine Art Jagdverbot“. Bei der – vorerst ergebnislosen – Fahndung sind über 250 Beamte im Einsatz.[18]

### Dienstag, 29. Oktober 2024

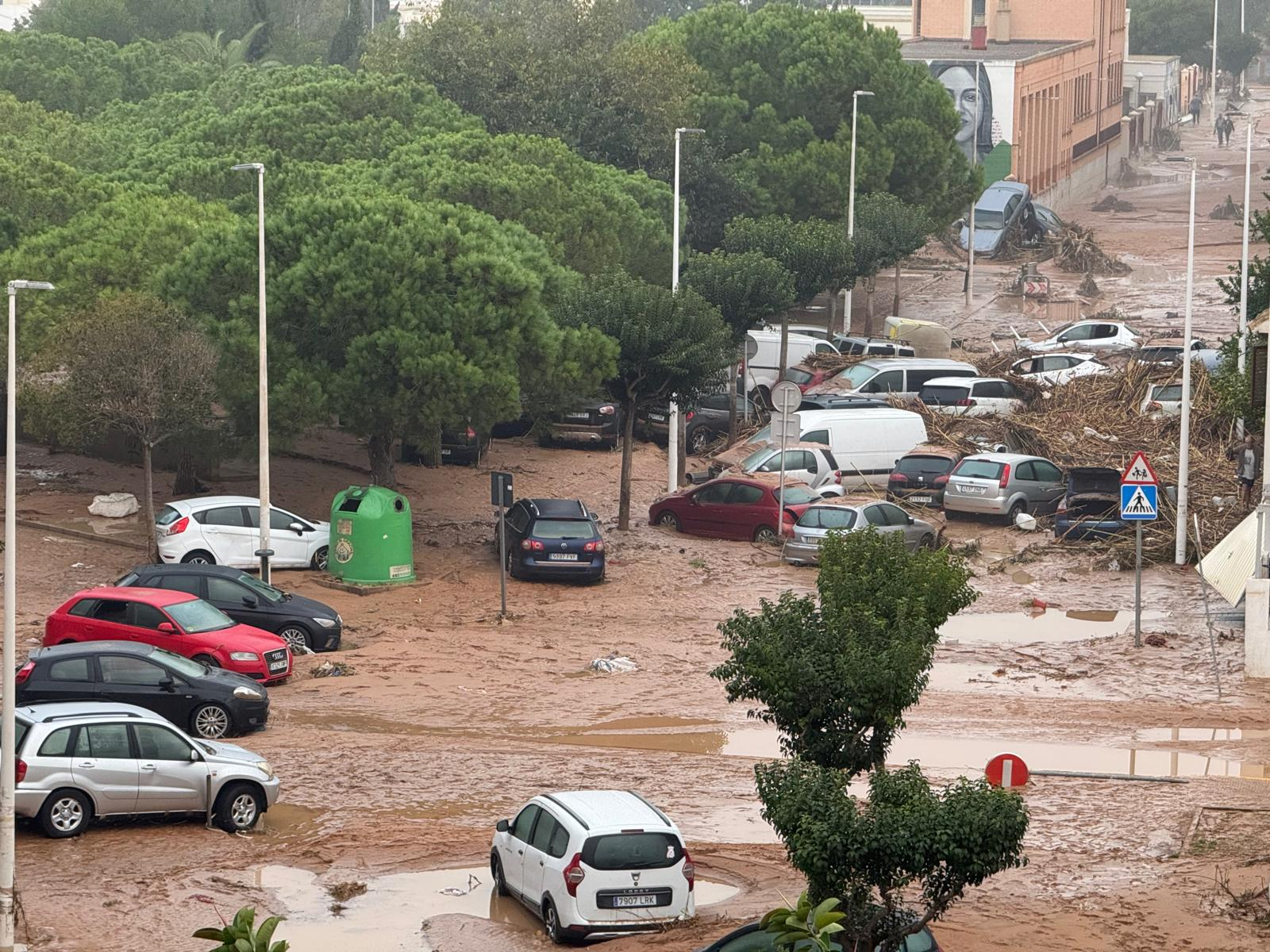
Schäden nach der Flut (Catarroja)

- Valencia/Spanien: Ausgelöst durch das meteorologische Phänomen eines starken Kaltlufttropfens in Verbindung mit einer blockierenden Wetterlage kommt es im Osten, Südosten und Süden Spaniens auch an den Folgetagen zu starken Niederschlägen, die teils verheerende Überschwemmungen auslösen. Besonders betroffen sind die Valencianische Gemeinschaft, die Region Murcia, Andalusien und Teile von Kastilien-La Mancha. Neben zerstörter und beschädigter Gebäude und Infrastruktur kommen mindestens 219 Personen ums Leben.
- Wien/Österreich: Auf der 62. Viennale wird The Village Next To Paradise von Mo Harawe mit dem Wiener Filmpreis ausgezeichnet, den Spezialpreis der Jury erhält Favoriten von Ruth Beckermann.[19]

### Mittwoch, 30. Oktober 2024
- Botswana: Parlamentswahl
- Düsseldorf/Deutschland: Der Band Die Toten Hosen wird der Staatspreis des Landes Nordrhein-Westfalen verliehen.